# Parc national Rayón
Le parc national Rayón (espagnol : parcque nacional Rayón) est un parc national du Mexique situé au Michoacán. Il a une superficie de 25 ha et a été créée en 1952. Le parc protège la colline et site historique du Cerro del Gallo, où fut construit un fort par Ramón López Rayón, l'un des généraux de la guerre d'indépendance du Mexique. Il est administré par la Comisión Nacional de Áreas Naturales Protegidas.